# Lycus simulans
Lycus simulans är en skalbaggsart som beskrevs av Schaeffer 1911. Lycus simulans ingår i släktet Lycus och familjen rödvingebaggar. Inga underarter finns listade i Catalogue of Life.